# Kallózás

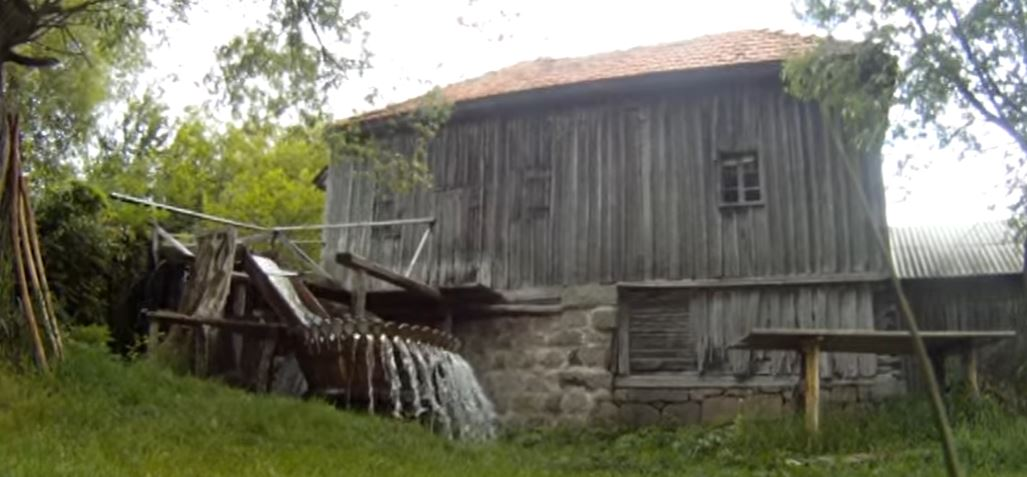
Ványoló Gyergyóremetén

A kallózás vagy ványolás  olyan eljárás, amelynek a célja a szűrposztó ruházatnál a megszőtt anyag vagy a kész termék, gubánál a gubapokróc vízbe avatása és sűrítése, vízhatlanná tétele a magasból rázúduló vízsugár verő és kavaró ereje által.

## Története
Magyarországon az 1205–1218 közötti időkből maradt fenn az első adat a gyapjúszövet malomban való kallózásáról egy Sopron környéki latin leírásból. Magának a kall igének az eredete ismeretlen, először 1340-ben posztó-kalló értelemben fordult elő. Mivel az ótörök qalɨn melléknév jelentése „vastag, sűrű, tömött”, a két fogalom között lehetséges összefüggés.

## Leírása
A kallózást folyóvízben, a zuhogó alá állított kallókádban végzik. A kallómalmokban a vízikerék által hajott ütőfejek tömörítették a gyapjút.